# Margareta Valois, grofica Bloisa
Margareta (1295. – 1342.) bila je francuska plemkinja i grofica Bloisa.

## Obitelj
Kći Karla, grofa Valoisa i Margarete, grofice Anjoua, Margareta se udala za Guya I., grofa Bloisa te su njihova djeca bila:
- Luj II., grof Bloisa
- Karlo, bretonski vojvoda
- Marija Châtillonska (en)